# (1542) Schalén
(1542) Schalén est un astéroïde de la ceinture principale.

## Description
(1542) Schalén est un astéroïde de la ceinture principale. Il fut découvert le 26 août 1941 à Turku par Yrjö Väisälä. Il présente une orbite caractérisée par un demi-grand axe de 3,09 UA, une excentricité de 0,12 et une inclinaison de 2,8° par rapport à l'écliptique.

## Compléments